# 米拉·索维诺
米拉·索维诺（英語：Mira Sorvino，1967年9月28日—）是一名美國女演員，於1996年憑在伍迪·艾伦電影《无敌爱美神》（Mighty Aphrodite）中的演出获得奥斯卡最佳女配角。
1967年出生于美国的新泽西州，自幼便受到父亲的鼓励成为演员，並以优异的成绩毕业于哈佛大学，主修東亞文化。曾经在中国的北京学习过一年的汉语。于2004年结婚，与丈夫育有兩女兩子。

## 電影作品
- 无敌爱美神（1995年）

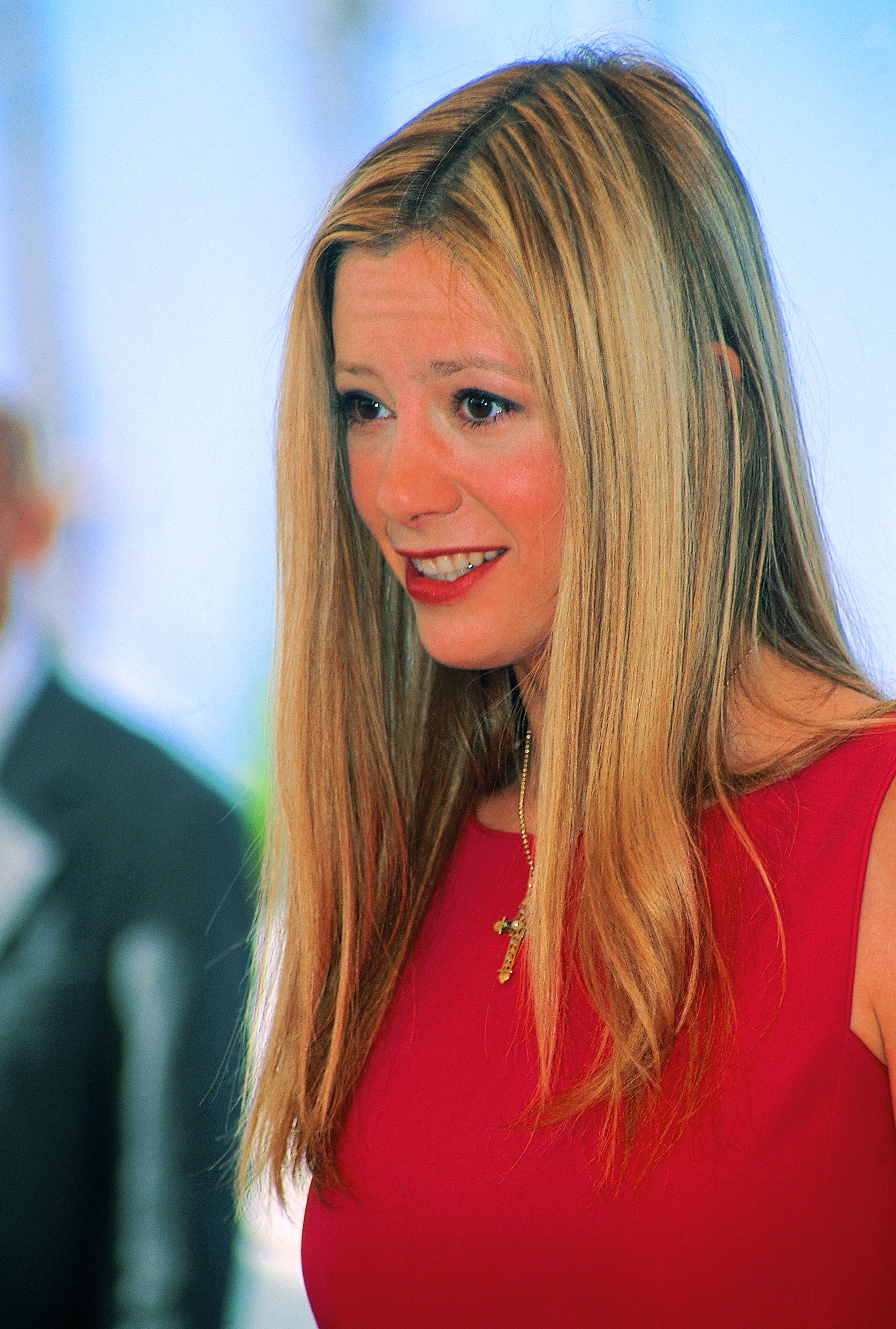
索维诺出席2000年的坎城影展

- 阿珠與阿花（Romy and Michele's High School Reunion）（1997年）
- 秘密客（1997年）（"MIMIC"）
- 替身殺手（The Replacement Killers 1998年）
- 真情難捨（At first sight）1999
- 灰色地带（2001年）
- 戰役風雲(2003年)
- 迴光報告 (2004 電影)（2004年）（"The Final Cut"）
- 人口贩卖（Human Trafficking）
- 跟蹤者（2015年）（"Stalker"）
- 惡夜殺機（2016年）（"Daughter of God"）
- 镜中人（2018年）
- 玩命憂步 (Stuber)  (2019年)